# トリプトファンα,β-オキシダーゼ
トリプトファンα,β-オキシダーゼ（tryptophan α,β-oxidase）は、次の化学反応を触媒する酸化還元酵素である。
L-トリプトファン + O2 {\displaystyle \rightleftharpoons } α,β-ジデヒドロトリプトファン + H2O2
反応式の通り、この酵素の基質はL-トリプトファンと酸素、生成物はα,β-ジデヒドロトリプトファンと過酸化水素である。補因子としてヘムを用いる。
組織名はL-tryptophan:oxygen α,β-oxidoreductaseで、別名にL-tryptophan 2',3'-oxidase, L-tryptophan alpha,beta-dehydrogenaseがある。